# Šíření tepla
Šíření tepla (někdy též sdílení tepla) je jedním ze způsobů přenosu energie. Spočívá v tepelné výměně, což je termodynamický děj, při kterém dochází k výměně tepla mezi dvěma tělesy s různou teplotou. Tepelná výměna vždy probíhá tak, že teplejší těleso předává část své vnitřní energie chladnějšímu tělesu.
Tepelná výměna se měří pomocí kalorimetru. V tepelných vodičích se děje výměna rychleji, v tepelných izolantech – za stejných podmínek – pomaleji.

## Způsoby šíření tepla
Výměna tepla může probíhat vedením (kondukcí), sáláním (radiací) nebo prouděním (konvekcí).
Tepelná energie se může šířit vedením a prouděním pouze v prostředí, které je vyplněno látkou. Příčinou šíření je neustálý pohyb částic hmoty. Vzájemným působením mezi jednotlivými částicemi (např. srážkami) dochází k předávání kinetické energie, a to tak dlouho, dokud nedojde k vyrovnání teploty.
Sálání se svou povahou odlišuje od vedení a proudění, neboť tepelná energie se může přenášet i v prostoru, který není vyplněn látkou (tedy ve vakuu). Důvodem je skutečnost, že sálání představuje elektromagnetické záření, které ke svému přenosu hmotu nepotřebuje.
Samovolným (tedy bez konání práce) šířením tepla se zabývá obor termiky zvaný termokinetika.